# 1-Naphthylamin
1-Naphthylamin ist ein Derivat des Naphthalins. Es gehört zur Gruppe der aromatischen Aminoverbindungen. Neben dem 1-Naphthylamin existiert auch das Isomer 2-Naphthylamin, welches erhebliche gesundheitliche Gefahren birgt.

## Gewinnung und Darstellung

### Historisch
Nikolai Nikolajewitsch Sinin erhielt 1-Naphthylamin (von ihm Naphtalidam genannt) aus 1-Nitronaphthalin durch Reduktion mit  Ammoniumsulfid.

### Technisch
Großtechnisch wird es gewonnen, indem Naphthalin mit Nitriersäure (Salpetersäure mit Schwefelsäure) zu 1-Nitronaphthalin im diskontinuierlichen Rührkessel nitriert wird. Nach dem Abtrennen wird das Nitronaphthalin mit Eisen zum 1-Naphthylamin reduziert.

## Verwendung
1-Naphthylamin wird für die Synthese von Azofarbstoffen und Herbiziden, Aminonaphthalinsulfonsäuren, -Naphthol sowie N-Phenyl-1-naphthylamin (einem Antioxidationsmittel für Kautschuk) verwendet. Es dient weiterhin dem Nitritnachweis mit Lunges Reagenz bei der Griess‐Ilosvay‐Reaktion.

Reaktionsschema der Reaktion des Lunges Reagenz mit Nitrit. Durch Zugabe von jeweils 2–3 Tropfen Lunge I und II bildet sich zuerst aus der Sulfanilsäure (1) ein Diazoniumsalz (2), das mit 1-Naphthylamin (3) weiter zu einem Azofarbstoff (4) reagiert und die Lösung sehr schnell rot färbt.